# デザインプロデューサー
デザインプロデューサー（design producer）とは、あるひとつの製品や作品が完成に至るまでに、そのデザインにおいて、総括、監督、総合的設計、プロデュース等で主要に関わる者のこと。その多くはデザインを本業とするデザイナーであるが、広義にはデザイナー以外の美術家、研究者（学者など）、製品や作品の完成過程において必要とされる者であれば人物の属性を限らない。用例の実際は、意匠・視覚的表現の分野が多く、あらゆる分野のデザイン領域について用いることが可能な柔軟性を持つ言葉である。そのため、現状はアートディレクターやグラフィックデザイナーとの境界が曖昧である。
また、他の分野での用いられ方から、「プロデューサー」という言葉が地位の高さを漠然とイメージさせることもあり、アートディレクター（アートディレクション）よりも、さらに広範囲の監理に関わることを示すために用いられている可能性もある。
「フードデザインプロデューサー」「パーソナルビューティーデザインプロデューサー」「アセットデザインプロデューサー」など、他の言葉と組み合わせて用いられることも多い。

## デザインプロデューサーの例
- 小牟田啓博（Kom＆Co.代表）ファンサイト有限会社・第７回ファンサイト対談

- デザインプロデュース向上委員会　http://www.design-produce-osaka.jp/

## 業界団体
- （協）ジャパンデザインプロデューサーズユニオン　http://www.jdpu.or.jp/

　　　　デザインプロデューサーの全国組織団体。

　　　　ここではデザインプロデューサーの 資格認定を行う制度がある。